# Preussen
 For alternative betydninger, se Preussen (flertydig). (Se også artikler, som begynder med Preussen)
Preussen eller Prøjsen (tysk: Preußen, polsk: Prusy, russisk: Пруссия) var en statsdannelse i det nordlige Centraleuropa, der med meget varierende territoriale udstrækninger og politiske styreformer eksisterede fra 1525 til 1947. Det var hertugdømme fra 1525 til 1701, kongerige fra 1701 til 1918 og fristat (republik) fra 1918 til 1947.
Navnet kommer fra preusserne, et baltisk folk beslægtet med litauerne og letterne, som blev dels udslettet, dels germaniseret af Den Tyske Orden i det 13. århundrede. Før Preussen blev et selvstændigt hertugdømme, var det en del af Den Tyske Ordensstat sammen med Livonien (nutidens Letland og Estland). I 1525 blev det ved sækulariseringen af Den Tyske Ordensstat oprettet som hertugdømmet Preussen ved den sydøstlige del af Østersøen, der i 1618 blev forenet i personalunion med det meget større og rigere kurfyrstendømme Brandenburg. Slægten Hohenzollern udråbte det i 1701 som kongeriget Preussen. Efter 1871 var det den mest magtfulde del af det Tyske kejserrige. Det blev en republik ved Novemberrevolutionen i 1918 som fristaten Preussen og var indtil 2. verdenskrig den største stat i Tyskland. Preussen blev de facto opløst som stat af nazisterne i 1934 og de jure af de allierede ved Moskva-konferencen i 1947.
Preussens omskiftelige historie, med en meget varierende udstrækning i statslig henseende, gør en skildring af området vanskelig. Det følgende tager udgangspunkt omkring 1. verdenskrigs afslutning.

## Grænser
Preussen, der efter 1. verdenskrig udgjorde den betydeligste stat i det tyske rige, bestod af et større sammenhængende landområde i Nordtyskland, hvorfra Østpreussen var skilt ved »den polske korridor« og Fristaden Danzigs område, samt en række eksklaver navnlig i Thüringen (Schmalkalden og Schleusingen, Ziegenrück, Wandersleben) og Württemberg (de hohenzollerske lande). Hovedlandet omsluttede følgende mindre stater: Oldenburg, fristæderne Bremen, Hamburg og Lübeck, de to Mecklenburg, Schaumburg-Lippe, Lippe-Detmold, Braunschweig, Anhalt, Waldeck og dele af Hessen (provinsen Oberhessen) og Thüringen. Det grænsede mod nord til Nordsøen, Danmark og Østersøen, mod øst til Polen, mod syd til Tjekkoslovakiet og de tyske fristater Sachsen, Thüringen, Bayern og Hessen, bayersk Pfalz og Frankrig, mod vest til Luxembourg, Belgien og Holland. Preussens samlede areal var 294.555 km2, hvoraf 38.510 i Østpreussen, 1.142 på Hohenzollern og 1.486 på det af Folkeforbundet administrerede distrikt. Blandt de europæiske stater lå Preussen i størrelse efter Rusland, Frankrig, Spanien, Sverige, Finland, Polen, Norge, Rumænien og Italien, og var Europas tiende største, mens det før verdenskrigen var det sjettestørste.

## Landskabelige forhold
Størstedelen af Preussen tilhørte det nordtyske lavland, dog opfyldtes den sydvestlige del, hovedsagelig provinserne Rheinland, Hessen-Nassau, Westfalen og Sachsen, af udløbere fra det mellemtyske bjergland. Syd for Østersøen strakte sig fra den danske til den litauiske grænse — og også videre — en højderyg, den baltiske landryg eller, som den på grund af sin rigdom på søer også kaldtes, »Baltische Seenplatte«, der i Turmberg vest for Danzig hævede sig til en højde af 331 m. Den deltes af floderne Weichsels og Oders brede dalstrøg og den lavning, hvorigennem en kanal forbandt Elben med Trave, i fire afsnit: den preussiske, den pommerske, den mecklenburgske og den slesvig-holstenske landryg. Den baltiske landryg stødte dog ikke overalt umiddelbart til havet, men skiltes navnlig i Forpommern og i Østpreussen fra det ved et bredt lavere forland, hvoraf enkelte højere bakkepartier med en kerne af ældre dannelser rager op som øer: mod vest Rügen, mod øst Samland. Syd for den baltiske landryg lå et næsten fladt land, gennemskåret af talrige brede dalstrøg, som dels endnu følges, dels på et tidligere stadium af landets udvikling har været fulgt af store floder, hvorfor de også kaldtes urfloddale (»Urstromtäler«). Urfloddalenes bælte afsluttes mod syd af en ny højderyg, der fra Katzengebirge mod øst strakte sig mod vest-nordvest. over Rückenberge, Fläming og Lüneburger Heide hen imod Nordsøen, hvor den omkring Elbmundingen nærmede sig den baltiske landryg stærkt. Syd for den sydlige landryg fandtes endnu lavlandsområder, der som bugter strakte sig ind i bjerglandet, således mod øst langs Oder den schlesiske lavlandsbugt omkring Elben-Mulde-Saale, den sachsisk-thüringske bugt og mod vest omkring Münster den westfalske bugt. Endelig lå i det nordvestlige Preussen endnu et stort lavland, som er næsten helt fladt og som følge af det mangelfulde vandafløb for en stor del dækket af moser. Foran kysten lå en ørække, de østfrisiske øer, som rester af en af havet opbygget klitrække, der så atter var ødelagt af bølgerne. Det bagved liggende vadehav greb med de store bugter dollart og Jade-bugten dybt ind i landet. Selve fastlandskysten dannedes for en stor del af diger, der beskytter det lave marskland mod oversvømmelser. Enkelte steder trådte lave sandbakker ud til havet. Ganske samme kysttype som Slesvig-Holstens vestkyst.
Overfladen dannedes næsten udelukkende af kvartære og (i mindre grad) tertiære aflejringer, især af moræne- og smeltevandsaflejringer fra den mægtige indlandsis, der under istiden har dækket størstedelen af landet. De nedenunderliggende ældre dannelser er stærkt forstyrrede, dels foldede, dels brudt i flager, der i tertiærtiden har hævet eller sænket sig langs brudlinjer, således at kvartærdannelserne hvilede på en meget uregelmæssig grundflade. Enkelte steder ragede undergrundens faste bjergarter op igennem de yngre, løsere jordarter; Helgoland og kridtklinterne på Rügen var eksempler herpå. Ejendommeligt nok har netop de højeste partier, fx store dele af den baltiske landryg, vist sig at være unge dannelser, men på den anden side viser retningen af både dalstrøg og højdedrag i det nordtyske lavland en påfaldende overensstemmelse med de i Mellemtyskland fremherskende strygningsretninger, navnlig den såkaldte hercyniske eller sudetiske retning: sydøst—nordvest. Det ældre bjergland var sandsynligvis ved det rindende vands erosion og den dermed hånd i hånd arbejdende forvitring næsten fuldstændig afslidt og udjævnet før tertiærtiden, under hvilken det i stor udstrækning blev sænket under havet og dækket af sand-, ler- og mergelaflejringer; til tider var dog også vidtstrakte dele tørlagt, og der dannedes de mægtige og økonomisk meget vigtige brunkulslag. Men den afgørende udformning af landskabet fandt sted i kvartærtiden og navnlig i dens første afsnit, istiden, da hele Nordtyskland — om end ikke overalt i lige lange tidsrum — var dækket af en iskappe, der langs nordranden af de mellemtyske bjerge har efterladt sig spor helt op til en højde af 500 m. Efter den almindeligste antagelse har isen ikke en enkelt gang bredt sig fra Skandinavien ud over de omliggende lande, men der har været mindst 3 istider adskilt ved såkaldte mellemistider, i hvilke klimaet var mindst lige så varmt som i nutiden. Sin største udbredelse havde isen i den næstsidste istid, mens den sidste i Nordtyskland kun nåede mod vest til Elbmundingen, mod øst omtrent til Schlesien. Siden den næstsidste istid er der forløbet så lang tid, at de ældre glaciale terrænformer for en stor del er udslettede eller i hvert fald stærkt modificerede af vandløbenes erosion, hvor imod sporene af den sidste nedisning endnu står friske eller dog kun i detaljerne modificerede. Isens tilbagerykning skete ikke jævnt, men blev afbrudt af stilstandsperioder. Under disse optårnede der sig langs isranden mægtige masser af det i isen indesluttede morænemateriale, og de således dannede randmorænestrøg lader sig forfølge over lange strækninger. Særlig tydeligt er det randmorænedrag, der fra Holsten til ud over Østpreussens grænse følger sydranden af den baltiske højderyg. Nord derfor ligger for det meste et svagere bølget bundmorænelandskab, der dog sine steder antager en meget kuperet karakter, hvor den ene bakke hæver sig ved siden af den anden tilsyneladende uden nogen orden. Et sådant landskab betegnes i Østpreussen træffende som »bucklige Welt«. I lavningerne mellem bakkerne træder grundvandet frem og danner søer, enten rundagtige småsøer eller, hvor en enkelt vandflade fylder flere lavninger, større søer med uregelmæssigt lappet omrids. Også større søer af langstrakt form forekommer, udfyldende fordybninger med længderetning vinkelret på randmorænerne, hvor mindre gletsjertunger en tid har haft deres plads. Men mange af de oprindeligt tilstedeværende søer er senere forsvundne, omdannede til moser. Moræneleret, der hyppigst danner jordbunden, afbrydes stedvis af betydelige sandflader, som smeltevand har afsat. Smeltevandsdannelser er også de langstrakte åse, bestående af lagdelt sand og grus, der formodes at være dannede i kanaler under isen. — Foran, det vil sige syd og sydvest for randmorænerne er det smeltevandsfloderne, der har formet terrænet, bortskyllet den ældre bundmoræne eller overdækket den med sand og grus, der danner udstrakte, svagt udad hældende jævne flader, som på grund af jordbundens ufrugtbarhed for en stor del var bevokset med hede og derfor også betegnes som hedesletter. Længere borte fra isranden samledes de talrige gletsjerbække og -floder i en fælles dal og strømmede gennem denne mod nordvest til Nordsøen. Med Isens trinvise tilbagerykning forskød denne urflod gentagne gange sit leje, og man kan derfor påvise flere saådanne urfloddale i det mellemste Nordtyskland. Visse strækninger af dem følges også i nutiden af floder, men andre er forladt, idet det oprindelige vandløb har søgt sig en kortere vej mod havet gennem en nordsydgående tværdal. Dette er grunden til, at alle Nordtysklands større floder har et så karakteristisk løb, bestående skiftevis af strækninger med retning fra sydøst til nordvest eller øst-sydøst til vest-nordvest og strækninger med retning fra syd til nord. Den sydligste urfloddal er Breslau—Magdeburg—Bremer-dalen, der nu følges af en strækning af Oder, Schwarze Elster, en del af Elbens mellemste løb og Aller—Weser; dog er det tvivlsomt, om der virkelig har eksisteret en forbindelse mellem Elben ved Magdeburg og Aller. Nord herfor følger to kortere dalstrøg, et østligt, der følges af Bartsch og Oder mellem Glogau og Krossen, og et vestligt, der fra Kottbus-lavningen over Baruth—Luckenwalde—Plaue fører til Elben. Begge disse udmunder i den lange urfloddal, der kaldes Warszawa—Berlin-dalen, og som markeres af Bzura-dalen, Warthe, Obra, Oder, Spree og Havel, og som vest for Berlin forener sig med Thorn—Eberswalde-Dalen, der engang har ledet Weichsels Vande gennem Netzes og Oders Dale til Elben. Alle disse Urfloder har — til ulige tider — haft nedre Elben som deres fælles nedre løb. Der kan påvises endnu en nordligere urfloddal, den pommerske, der fra egnen syd for Lauenburg i Pommern nær den daværende polske grænse strækker sig mod sydvest gennem Bagpommern til Odermundingen og derpå mod nordvest gennem Forpommern, hvor den til dels markeres af Peenes løb. Om alle Dalstrøgene gælder det, at de for størstedelen er brede og ganske flade, fyldt med sumpe og, da det er sand, der danner jordbunden, ufrugtbare. De mellem dalene-liggende plateauer, som afvekslende dækkes af sand og moræneler, har en gennemsnitlig højde af 50—100 m, højere mod øst end mod vest; kun få punkter hæver sig over 200 m.
I den sydlige landryg dækkes undergrundens tertiære aflejringer kun af et tyndt lag kvartærdannelser, der hyppigst er meget sandede. Da den sidste nedisning kun i ringe grad har berørt denne zone, som således gennem meget lange tidsrum har været underkastet det rindende vands erosion, er de glaciale landskabsformer i høj grad udviskede; således mangler søer næsten totalt. Hvad højdeforholdene angår, når Katzengebirge nord for Breslau 256 m, mellem Oder og Spree når Rückenberg 229 m, mens Fläming — landet mellem Elben og Spree-Havel — har sit højeste punkt i den vestlige del: Hagelsberg, 201 m, og endelig hæver Lüneburger Heide mellem Aller og Elben sig i Wilseder Berge til 169 m. Teknisk vigtige var de rigelige forekomster af tertiære brunkul. På den ufrugtbare jordbund indtog oprindeligt hedevegetationen en stor del af arealet (navnlig Lüneburger Heide), men den veg efterhånden pladsen for plantager eller agerland.
Mellem Sudeterne og det polske bakkeland strækker den schlesiske lavlandsbugt sig mod sydøst langs Oders øvre løb. Langs Sudeternes nordøstrand er en flage af jordskorpen sunket i dybet og undergrundens ældre dannelser blevet overlejret af tertiære og kvartære sedimenter; blandt de sidste spiller mange steder løss en vigtig rolle i kraft af sin frugtbarhed, mens andre steder ufrugtbare sandjorder gav plads for vidtstrakte skove, især af fyr. Sådanne var endnu mere udbredte i den sachsisk-thüringske lavlandsbugt mellem Fläming og det sachsiske bakkeland, som gennemstrømmes af Elben og dens bifloder Saale, Mulde og Schwarze Elster, og som i den østlige del rummer tertiære brunkulsaflejringer. Den tredje "lavlandsbugt" er den westfalske, som skyder sig ind mellem den langstrakte højderyg Teutoburger Wald og nordranden af de rhinske skiferbjerge. Undergrunden dannes her af horizontale kridtaflejringer, der kun dækkes af et tyndt lag yngre dannelser, hvori både diluvialsand og — omend kun i ringe mængde — moræneler indgår. Navnlig i den østlige del, omkring Paderborn, forårsager kalkstenens gennemtrængelighed for vand en relativ vandfattigdom i overfladen, som derfor er ufrugtbar. Ems og Rhinens tilløb Lippe afvander landet, der mod nordvest uden skarp grænse går over i det nordvestlige lavland, "de store mosers land". Dette vest for Lüneburger Heide-liggende parti af Preussen var en næsten fuldkommen flad slette, hvor over kun enkelte sandede bakkepartier rager op, fx Hümmling øst for nedre Ems, 73 m, og Dammerberge i det sydlige Oldenburg, 146 m. Da terrænet har yderst svagt eller slet intet fald, stagnerer overfladevandet og danner vidtstrakte moser, fortrinsvis højmoser. De største er Bourtanger Moor ved den hollandske grænse (1400 km2), Hochmoor i Ostfrisland, Teufelsmoor nord for Bremen og mod syd Wietings Moor, Grosses Moor og andre. I nyere tid blev dog store mosestrækninger ved anlæg af afvandingskanaler, afgravning af tørven (der delvis brugtes som brændselsmateriale for elektricitetsværker) og tilførsel af kunstgødning gjort produktive og husede en ret talrig befolkning. Uden for moserne består jordbunden overvejende af sandede istidsaflejringer og er kun lidet frugtbar; det er den såkaldte gest, der for en stor del er bevokset med hede. Langs kysten ligger et bælte af marsk af vekslende bredde, 10—20 km, der i kraft af sin frugtbarhed kunne ernære en tæt befolkning. Marsken beskyttes mod havets oversvømmelser af et kystdige, uden for hvilket det såkaldte vadehav breder sig. Vadehavet er ved højvande helt vanddækket, men ved ebbe lægges store arealer tørre. Dets ydre begrænsning er de østfrisiske øer, der er rester af en tidligere sammenhængende klitvold, som havet fik magt til at sønderbryde, ved at landet sænkede sig.
Det mellemtyske bjergland er opløst i et antal bjergdrag af meget forskellig bygning og overfladeform. Fælles for dem er den ringe højde, der på preussisk grund ikke overskred 1.142 m (Brocken i Harzen), hvorfor de var skovklædte lige til toppen, og de afrundede, bløde former, der kun af og til i snævre floddales sider afløstes af stejle og vilde klippepartier. Bjergene består overvejende af gamle, palæozoiske, sedimenter, der i kultiden har været underkastet en intensiv foldning, hvorved der formentlig dannedes en mægtig bjergkæde, som strakte sig tværs gennem Midttyskland. Af dette bjergland er dog intet tilbage, thi det har i de efterfølgende geologiske perioder så længe været underkastet forvitring, det rindende vands erosion og andre nedbrydende kræfters påvirkning, at praktisk talt alle ujævnheder er glattet ud og landet forvandlet til en svagt bølget slette, et peneplan. Imidlertid trådte i tertiærtiden de bjergdannende kræfter på ny i virksomhed, men ytrede sig denne gang i dannelse af en mængde brudlinjer i jordskorpen, langs hvilke større eller mindre flager og skodser forskød sig i lodret retning, således at nogle partier hævedes (relativt), mens andre sænkedes. I brudlinjernes forløb er to retninger fremherskende; den rhinske eller erzgebirgiske fra sydvest til nordøst og den hercyniske eller sudetiske fra nordvest til sydøst. I overensstemmelse med den skitserede udviklingshistorie har de enkelte bjergpartier hyppigst en temmelig jævn overflade (må nærmest betegnes som plateauer), hvori floderne har skåret sig ned i dybe, snævre dale, endnu langt fra færdigformede, hvis idylliske indesluttethed eller romantiske vildhed har gjort så mange af disse egne til hovedattraktioner for turister: Rhindalen, Thüringen, Harzen og så videre.
Bjerglandets vestligste afsnit er det rhinske skiferplateau, der hovedsagelig består af en 500—700 m høj, for størstedelen meget jævn højslette, der af Rhinen og dens tilløb Mosel og Lahn deles i 4 dele: Eifel, Westerwald, Hunsrück og Taunus. Op over fladen rager mindre udstrakte højere partier, enten langstrakte rygge med strygningsretning sydvest—nordøst af særlig modstandsdygtige bjergarter så som kvartsitryggene i Hunsrück og Taunus (med hele skiferplateauets kulminationspunkt, Grosser Feldberg, 880 m) eller isolerede toppe af vulkansk oprindelse, idet der i tilknytning til de øvrige forstyrrelser i jordskorpen i tertiærtiden også har fundet lavaudbrud sted; eksempler herpå er Eifels højeste punkt Hohe Acht, 746 m, og det lille Siebengebirge. Også de ejendommelige runde småsøer, mårer, i Eifel, oprindeligt eksplosionskratere, er minder om den nu udslukte vulkanske virksomhed. Til Westerwald slutter sig mod nord Rothaargebirge (840 m) og det lavere Sauerland. Den fremherskende bjergart er devonisk lerskifer, hvor efter området har faaet sit navn. Bebyggelsen var overvejende knyttet til dalene, hvoraf flere er berømte for deres vine, mens højsletterne for en stor del var dækkede af mose og skov. Langs nordranden træder kulførende lag frem i egnen omkring Aachen og ved Ruhr, hvor derfor den der udviklede mægtige industri fremkaldte en enorm fortætning af befolkningen.
Inden for det mellemtyske bjergland danner det hessiske bjerg- og bakkeland som helhed en indsænkning, hvori mesozoiske lag, navnlig fra trias (broget sandsten), er blevet bevarede. De opragende, uregelmæssigt grupperede højdedrag er dels horste (ved hvis dannelse foruden »hercyniske« brudlinjer også sådanne med nord—sydlig retning har gjort sig gældende), dels basaltbjerge, opbyggede af tertiære vulkaner. De højeste af disse sidste er Vogelsberg (772 m), der udmærker sig ved sin velbevarede, regelmæssige kegleform, og Rhön (950 m). Lavere er Meissner, Knüllgebirge, Habichtswald og andre.
Lige som det hessiske bjergland er det såkaldte Thüringer-bækken i det store og hele en indsænkning mellem to højtløftede horste, Thüringerwald og Harzen, en lavning, hvori mesozoiske dannelser er blevet bevarede og for en stor del i istiden dækkede med frugtbar løss. Men også dette område er gennemsat af talrige brudlinjer (her med overvejende hercynisk, nordvestlig-sydøstlig, strygningsretning), hvorved det er opløst i en mængde små højdedrag og lavninger. På grundlag af de rige brunkulslejer er opstået en forskelligartet industri, og værdifulde saltlejer yder vigtige udførselsprodukter, samtidig med at de saltholdige kilder danner eksistensgrundlaget for en række badesteder.
Som et mægtigt bjergmassiv rager Harzen op ved nordranden af det mellemtyske bjergland. Det er en højslette, der falder stejlt af mod nord og vest, mens den mod sydøst går jævnt over i den lavere Mansfelder højslette. Randene er stærkt sønderskårne af vandløbene, men kun få floder, Selke og Bode, griber dybt ind i bjerglandet. Den nordlige del, Oberharz, har en gennemsnitshøjde af 600—800 m; det højeste punkt, granitkuplen Brocken (Bloksbjerg) hæver sig til 1142 m. Unterharz er kun 300—500 m høj.

## Geologi
Landets geologiske historie er meget kompliceret. De fremherskende bjergarter er palæozoiske sedimenter og eruptiver, der i slutningen af karbonperioden blev foldede med Sstrygningsretning sydvest—nordøst. Efter, at de således dannede bjerge i den efterfølgende tid var nedbrudt af erosion og vejrsmuldring, skete i mesozoikum og tertiær en ny bjergdannelse, idet der først dannedes en vældig fold med strygningsretning sydøst—nordvest, altså vinkelret på de gamle folder, og der efter hævedes landet som en horst. Det råkolde klima hemmer agerbruget, men rigdommen på bly-, sølv-, kobber- og jernmalme gør Harzen til et økonomisk vigtigt område, lige som de romantisk vilde dalstrøg hidlokker en umådelig mængde turister.
Nord for de beskrevne bjerggrupper strækker endnu et antal smalle, lave bjergrygge sig mod nordvest ud i lavlandet. De opbygges overvejende af mesozoiske sandsten, mergelkalksten og kalksten, som dels er svagt foldede, dels forskudt langs brudlinjer med hercynisk retning; man sammenfatter undertiden dem alle under navnet det subhercyniske bjergland. Terrænformerne er hovedsagelig bestemt af erosionen, der har ladet de modstandsdygtigste bjergarter stå frem som rygge, mens de blødere lag har givet plads for lavninger. Det vestligste af disse højdedrag er Teutoburger Wald med dens sydøstlige fortsættelse Eggegebirge, hvor Volmerstod når 468 m. Østligere følger Wesergebirge og Wiehengebirge, mellem hvilke Weser gennem Porta westfalica baner sig vej til lavlandet, derpå Hils (477 m), Ith, Süntel og andre, og endelig nord for Harzen Elm og Huywald for blot at nævne de vigtigste. Mange steder inden for dette område findes i undergrundens permaflejringer udstrakte saltlejer, som blandt andet er rige på de som gødningsmiddel værdifulde kalisalte.
Endelig omfatter Preussen nordøstskråningen af Sudeterne, som danner grænsen mellem Böhmen og Schlesien. I det nordlige afsnit, Riesengebirge, ligger lige på grænsen det højeste bjerg i de mellemtyske bjerge, Schneekoppe (1603 m). Sudeterne, der består af gnejs, glimmerskifer og ældre palæozoiske aflejringer, stedvis gennembrudt af granit, deles gerne i 3 afsnit: Riesengebirge, Glatzer-bjerglandet og Gesenke, der hver især atter falder i flere højdedrag. Bakkelandet øst derfor rummer de mægtige stenkulslejer, der har skabt det øvreschlesiske industridistrikt. Trods manglen på værdifulde mineraler og de lidet gunstige vilkår for landbruget rummer Bjerglandet en meget tæt befolkning, der hovedsagelig ernærer sig ved tekstilindustri, til dels med udnyttelse af den rigeligt tilstedeværende vandkraft.

## Befolkningsforhold
Preussens område var, efter de ved Versailles-freden fastsatte grænser 294.590 km2 med en folkemængde (1922) på 38.329.000. Areal og folkemængde fordelte sig således på provinser:
| Provins            | Km2    | Indbyggere (i tusinder) | Indb. pr. km2 | Provins                   | Km2    | Indbyggere (i tusinder) | Indb. pr. km2 |
| ------------------ | ------ | ----------------------- | ------------- | ------------------------- | ------ | ----------------------- | ------------- |
| Østpreussen        | 38.510 | 2.147                   | 56            | Sachsen                   | 25.272 | 3.089                   | 122           |
| Brandenburg        | 39.037 | 2.434                   | 62            | Slesvig-Holsten           | 15.027 | 1.455                   | 97            |
| Berlin             | 874    | 3.729                   | 4.268         | Hannover                  | 38.581 | 2.942                   | 77            |
| Pommern            | 30.202 | 1.719                   | 57            | Westfalen                 | 20.209 | 4.125                   | 203           |
| Posen-Vestpreussen | 7.723  | 310                     | 40            | Hessen-Nassau             | 15.703 | 2.221                   | 141           |
| Nedreschlesien     | 26.596 | 2.992                   | 112           | Rhin-Provinsen (med Saar) | 25.984 | 7.061                   | 272           |
| Øvreschlesien      | 9.730  | 1.270                   | 130           | Hohenzollern              | 1.142  | 71                      | 62            |

Den preussiske stat var i øvrigt inddelt i 35 regierungsbezirke og i 42.776 kommuner, hvoraf 1.094 bykommuner, 29.622 landkommuner og 12.060 gutsbezirke (godser, der udgjorde selvstændige kommuner). Af byerne var Berlin langt den største; den havde 1919 1,9 mio. indbyggere, men ved en lov af 1920 blev 7 bykommuner (Charlottenburg, Neukölln, Schöneberg, Lichtenberg, Wilmersdorf, Spandau og Köpenick) og 84 landkommuner indlemmede i Berlin, hvis folkemængde derved fordobledes (1922: ca. 3,8 mio.). Over 100.000 indbyggere havde i øvrigt (1919) Köln (634.000), Breslau (528.000), Essen (439.000), Frankfurt a. M. (433.000), Düsseldorf (407.000), Hannover (310.000), Dortmund (295.000), Magdeburg (286.000), Königsberg (261.000), Duisburg (244.000), Stettin (233.000), Kiel (205.000), Halle a. S. (182.000), Gelsenkirchen (169.000), Altona (168.000), Cassel (162.000), Elberfeld (157.000), Barmen (156.000), Aachen (145.000), Bochum (142.000), Erfurt (129.000), Mulheim a. d. Ruhr (127.000), Crefeld (124.000), Hamborn (110.000), Münster i W. (100.000). Mellem 100.000 og 50.000 indbyggere havde 26 Byer, mellem 50.000 og 20.000 84 byer, mellem 20.000 og 10.000 114 byer, og under 10.000 havde mere end 800 byer. Bybefolkningen udgjorde lidt over halvdelen af den samlede befolkning (18.270.000) i 1919.
Før landafståelsen som følge af 1. verdenskrig talte Preussens befolkning ca. 42 mio. De afståede distrikter havde en befolkning af 4,6 mio. og et område af 56.030 km2. Til Polen afstodes 3.860.000 indbyggere, til Fristaten Danzig 330.000, til Memel-distriktet 141.000, til Danmark 166.000, til Belgien (Eupen og Malmédy) 60.000, til Tjekkoslovakiet 45.000. Af den afståede befolkning var 1,8 mio. tyske, 2,3 mio. polske, 124.000 danske, resten litauisk, kassubisk, mährisk med flere. Inden for de nye grænser var langt den overvejende del af befolkningen tyske, idet dog ca. 1,2 mio. var polsk og 0,6 mio. af anden fremmed nationalitet. Af danske var antallet ca. 18.000.
Med hensyn til trosbekendelsen tilhørte 23,3 mio. den evangeliske kirke og 11,5 mio. den romersk-katolske kirke. Af jøder var antallet ca. 370.000, mens ca. 318.000 tilhørte andre trossamfund.
Tilbage i tiden vil man finde, at Preussen i begyndelsen af det 19. århundrede havde ca. 10 mio. indbyggere, midt i 19. århundrede ca. 17 mio. Ved krigen i 1864 voksede befolkningen med 400.000 (indlemmelse af Slesvig, Holsten, Lauenburg), og ved århundredets udgang var befolkningen 35 mio. Fra at være en udpræget agrarstat med en landboforfatning, der virkede i høj grad hæmmende for fremskridtet, udviklede Preussen sig i løbet af sidste halvdel af 19. århundrede til et af de i industriel henseende mest udviklede lande. 1850 udgjorde bybefolkningen 28 %, 1900 44 % af den samlede folkemængde, og samtidig var store dele af landbefolkningen blevet industrielt beskæftigede.
Til oversigt over befolkningens bevægelser anføres, følgende (i 1000’er):
| År   | Ægteskaber | Fødsler | Dødsfald |
| ---- | ---------- | ------- | -------- |
| 1901 | 288        | 1.301   | 713      |
| 1906 | 310        | 1.309   | 673      |
| 1911 | 321        | 1.225   | 697      |
| 1914 | 286        | 1.203   | 801      |
| 1915 | 177        | 919     | 929      |
| 1916 | 177        | 698     | 801      |
| 1917 | 198        | 623     | 861      |
| 1918 | 230        | 631     | 1.040    |
| 1919 | 527        | 827     | 625      |
| 1920 | 546        | 1.006   | 581      |
| 1921 | 462        | 1.001   | 530      |

Tallene giver nærmest udtryk for krigsbegivenhedernes mægtige indgreb i befolkningsforholdene: ægteskabernes og fødslernes voldsomme nedgang i selve krigsårene, der afløses af en stærk stigning i ægteskabernes, en forholdsvis svagere stigning i fødslernes antal efter fredsslutningen, mens dødsfaldene (inklusive krigsdeltagerne) forøges ekstraordinært med ca. 1 mio. i de 5 år 1914—18. I forhold til folkemængden udgjorde ægteskabernes antal 1911 7,9 pro mille, 1921 11,0; fødslernes antal henholdsvis 30,2 og 25,8. Dødsfaldenes antal 17,2 og 13,6. Men endnu 1921 var tallene under påvirkning af krigsforholdene.
Af Preussens areal efter 1. verdenskrig var 1913 139.587 km2 agerland, 2503 km2 have, 28032 km2 eng, 16815 km2 græsgange, 145 km2 frugtplantager, 202 km2 vinbjerge, 73057 km2 skov, 3119 km2 mose. Høstudbyttet udgjorde (1922) 1.170.993 t hvede, 3.805.935 t rug, 951.402 t byg, 2.722.976 t havre, 296.140 t blandsæd, 28.713.740 t kartofler, 352.216 t bælgfrugter, 579.005 t luzerne, 4.088.946 t kløverhø, 9.022.530 t enghø, 14.108.373 t runkelroer og 8.316.323 t sukkerroer. Kvægbestanden udgjorde 1921 2.539.744 heste, 25.124 muldyr og æsler, 9.210.691 stk hornkvæg, 3.867.142 får, 10.440.156 svin, 2.540.498 geder, 2.414.797 kaniner, 4.1388.102 stk fjerkræ samt 1.070.095 bistader. Der produceredes i 1922 682.280 hl vin. 1921 sysselsattes i 176.223 industrielle virksomheder med over 10 arbejdere hver i alt 4.583.900 arbejdere, hvor i blandt 1.207 børn under 14 år og 287.399 på 14—16 år.
Mineralproduktionen udgjorde 1920 127.036.799 t stenkul, 91.969.783 t brunkul, 40 t grafit, 34.955 t stenolie, 290 t rav, 4.530.978 t jernmalm, 316.668 t zinkmalm, 91.377 t blymalm, 574.201 t kobbermalm, 16.050 t nikkelmalm, 6.009 t arsenmalm, 766 t manganmalm, 398.426 t svovlkis, 1.476.228 t stensalt, 7.670.483 t kalisalte og 89 t boracit.
Jernvejsnettet udgjorde 1921 37.279 km statsbaner og 9.420 km privatbaner.

## Statsforfatning og -forvaltning

### Forfatning
Siden Trediveårskrigens dage udvikledes statsordningen mere og mere til et enevældigt monarki, idet de tidligere landsstænder for de enkelte landskaber efterhånden tabte al virkelig magt og indflydelse. Herskeren (oprindelig kurfyrsten af Brandenburg, siden 1700 konge af Preussen) tog personlig meget virksomt og afgørende del i statens styrelse, og både den store kurfyrste og senere kong Frederik 2. førte i krigene selv deres hære. Ved siden heraf fik adelen afgjort forrang både i forvaltningen og i hæren. Efter frihedskrigen mod Napoleon 1. lovedes der 1815 rådgivende provinsialstænder, og 1823 kaldtes det i live: der var 8 særskilte forsamlinger, og valgretten til disse var knyttet til grundejendom med stærk hensyntagen til adel og godsejere. 1817 oprettedes desuden et statsråd, sammensat især af høje embedsmænd, men uden fastsat myndighed og magtområde. 1842 indkaldtes udvalg fra stænderforsamlingerne til fælles rådslagning, og 1847 og 1848 selve disse til en forenet landdag, dog uden afgørende indflydelse.
Efter martsrevolutionen 1848 udarbejdede en meget demokratisk nationalforsamling (maj-november) en frisindet grundlov med dybe indgreb i kongens myndighed, og herefter kundgjorde kongen 5. december 1848 på egen hånd en forfatning med to folkevalgte kamre, men denne ændredes senere i afgjort reaktionær retning. 31. januar 1850 fik den sin endelige skikkelse, dog med visse ændringer (fra 1851—1857). Efter denne var Preussen vel et indskrænket monarki, men kongen, der siden 18. januar 1871 (170-årsdagen efter den første kongekroning) også var tysk kejser, fik dog personlig en væsentlig og afgørende del i statsstyrelsen. Han valgte selv sine ministre (9—10 i tallet) efter sit skøn, uden parlamentarisk hensyn, og udøvede sin myndighed ved et civilt og et militært kabinet, mens hans hærbefalinger som øverste »krigsherre« og hans anordninger som kirkens — dvs. den evangelisk-lutherske kirkes — overhoved ikke skulle have nogen ministers medunderskrift. Lovgivningsmagten delte han med en landdag, der også skulle bevilge nye skatter og fastsætte rigets årlige udgifter. Den var delt i to huse: herrehuset, som 1914 talte 314, dels arvelige, standesherrer og andre adelige stormænd, 98, dels livsvarige, som kongen udnævnte enten på egen hånd, 46, eller efter indstilling fra visse adels- eller godsejer-korporationer, en del store byer og universiteter, 170, altså en overvejende adelsforsamling, og underhuset, hvis 443 medlemmer siden 1888 valgtes på 5 år (hidtil 3) i 256 valgkredse. Valgret udkom vist nok alle 24-årige mænd (valgbarhedsalderen var 30 år), men valget foretoges ved valgmænd, som blev udsete ved det ejendommelige såkaldte treklassevalg: valgkredsen deltes nemlig i mange små stemmekredse, og vælgerne i disse deltes efter skatydelse i tre klasser, der hver udredede en tredjedel af den samlede skat og derfor også valgte lige mange valgmænd, hvor efter samtlige valgmænd under eet valgte de medlemmer, som tilkom den, så at de velhavende klasser fik en overvejende indflydelse. Underhuset havde fuld myndighed over udgiftsbevillingen, idet herrehuset kun måtte stemme over finansloven som helhed.
Til den tyske rigsdag valgte Preussen i enkeltmandskredse 236 medlemmer (omtrent 3/5 af hele tallet), mens kongen i forbundsrådet havde 17 stemmer af 61.
Ved den tyske revolution 1918 efter verdenskrigen omstyrtedes hele denne statsordning med dens særlig preussiske præg (kongens personlige magt, herrehuset med dets junkere, og endelig treklassesystemet). Preussen var nu kun en del af den tyske republik, og efter forfatningen af 30. november 1920 var landdagen folkets højeste myndighed. Forfatningsændringer skulle vedtages med 2/3 stemmer i en landdag, der talte mindst 2/3 af samtlige medlemmer. Landdagen valgte til leder af statsstyrelsen en statsminister, som der efter selv valgte sine 7 kaldsfæller.
Almindelig folkeafstemning kunne kræves om ændringer i grundloven, nye love og landdagens opløsning. Landdagens medlemmer, 413 i tallet, valgtes på 4 år af alle 20-årige mænd og kvinder i 23 store kredse ved forholdstalsvalg. Af provinslanddagene og Berlins byråd valgtes et statsråd af 79 medlemmer, 1 for hver 500.000 indbyggere, dog mindst 3 for hver provins. Statsrådet kunne både fremsætte nye lovforslag og afgive betænkninger over sådanne samt nedlægge indsigelse imod de af landdagen vedtagne love; i så fald skulle disse på ny underkastes landdagens overvejelse og der efter vedtages med 2/3 stemmers flertal, da de i modsat fald enten bortfaldt eller underkastedes folkeafstemning.
Til den tyske rigsdag valgte Preussen i 23 særskilte kredse 217 medlemmer og til det tyske rigsråd 26 af 66.

### Forvaltning
Under kongedømmet var Preussen delt i 12 provinser — foruden Berlin og Hohenzollern — hver med sin overpræsident, som kongen udnævnte, og med sin landsdirektor, udvalgt på 6—12 år af landdagen og stadfæstet af kongen; han var den egentlige leder af provinsens stedlige forvaltning og havde ved sin side et stående udvalg. Som underafdelinger af provinsen var der 35 regeringsdistrikter (»bezirke«) med en regeringspræsident i spidsen, og 596 kredse, deraf 109 særlige stadkredse, hver med en landråd, som kongen udnævnte efter indstilling af kredsdagen, og som i reglen var en af de store godsejere, og en kredsdag.
Kredsordningen, som fra arilds tid var meget konservativ med overvejende hensyntagen til adel og godsejere, blev 1872 stærkt ændret i mere tidssvarende retning, dog ikke i provinsen Posen, hvor ordningen fra 1828 vedblev at være i kraft for at sikre tyskhedens overvægt. Kredsdagene dannedes så de tre samfundsklasser, stadsboere, landboere og højeste skatteydere valgte så mange medlemmer, som svarede til deres antal, dog med stærk begunstigelse for den sidstnævnte klasse. Kredsdagenes medlemmer var valgte på 6 år og indkaldtes 2 gange årligt. Byerne havde et ret udstrakt selvstyre med de af byrådene valgte, dog af kongen stadfæstede, borgmestre — i større byer overborgmestre. Landkommunerne styredes af et råd på 6—24 medlemmer, valgte på 6 år, og en kommuneforstander, valgt af rådet, men stadfæstet af landråden. I spidsen for en gruppe af kommunen var der en amtsforstander, udnævnt af provinsens overpræsident efter kredsdagens indstilling; det stedlige politi stod under ham.
Under kongedømmet stod i spidsen for den evangeliske kirke et overkirkeråd, oprettet 1877, og siden 1876 en generalsynode. Omtvistede forvaltningsspørgsmål afgjordes af overforvaltningsretten i Berlin, og statens regnskabsvæsen var henlagt under overregnskabsretten.
Efter omvæltningen 1918 blev alle disse forhold væsentlig ændrede, idet det særlig preussisk præg måtte vige for en ordning efter det sædvanlige demokratiske skema. Den ydre ramme med overpræsident, landsdirektor og landråder samt provinslanddag og kredsdag var vel vedligeholdt, men idet valgretten til de nævnte råd, såvel som til de kommunale, var overdraget til folkets store mængde af begge køn efter forholdstalsvalgmåden, var den virkelige ordning blevet en helt anden. Preussen talte under nyordningen 14 provinser, idet Posen var gået tabt, og grænselandet havde afløst Vestpreussen, hvor imod Berlin regnedes for en særskilt provins og ligeledes Hohenzollern, mens Schlesien deltes i Øvre- og Nedreschlesien.

### Finansvæsen
Den preussiske stat havde i det 19. århundrede besiddet både indirekte og direkte skatter. Hvad tolden angår udformedes den efter Napoleons-krigene i 1818 i frisindet retning; men af betydning for den blev dog navnlig dannelsen af den tyske toldforening 1833, der også omfattede Preussen, og som senere kom til at danne grundlaget for det nordtyske forbund. Ved oprettelsen af det tyske rige tilfaldt tolden og de indenlandske forbrugsafgifter dette, mens de direkte skatter blev hos enkeltstaterne. De preussiske direkte statsskatter gennemgik i det 19. århundrede betydningsfulde forandringer. Efter lovgivningen af 1820 bestod der på landet en klasseskat og i byerne en formalings- og slagteskat. Disse skatter gav imidlertid efterhånden plads for indkomstbeskatning. Desuden besad staten indtægtskildeskatter på faste ejendomme og næringsvirksomhed.
Af gennemgribende betydning for Preussens skatteforhold blev dernæst de store reformer, der gennemførtes 1891—93 af finansminister Miguel. Disse reformer lod indtægtskildeskatterne tilfalde kommunerne, der desuden inden for visse grænser kunde anvende en indkomstskat. Endvidere blev statens indkomstskat stærkt moderniseret, navnlig ved gennemførelsen af progressionsprincippet, og sammenknyttet med en formueskat. 1. verdenskrig, der vældig forøgede rigets udgifter, modnede tanken om en rigsindkomstskat, der indførtes i 1920. Samtidig bortfaldt indkomstskatten til enkeltstaterne (der under Preussen) og kommunerne. Begge fik til gengæld part i rigsindkomstskatten. En meget vigtig indtægt havde den preussiske stat haft i jernbanerne, der i tiden før 1. verdenskrig havde givet stort udbytte; men i 1920 gik de over til riget.
Preussen havde indtil hen imod slutningen af det 19. århundrede en forholdsvis beskeden statsgæld. Endnu 1870 udgjorde den kun 1 1/2 milliard mark, men før 1. verdenskrig ca. 10 milliarder. Denne forøgelse var for en stor del medgået til jernbaner og lignende anlæg, i hvilke staten i forbindelse med domæner, bjergværker med mere havde værdifulde aktiver, hvis udbytte ydede mere end dækning for statsgældens forrentning. Under verdenskrigen var stigningen i den preussiske stats (i modsætning til rigets) gæld forholdsvis beskeden; den forøgedes fra 1914—19 fra ca. 10 til ca. 14,7 milliarder mark, men aftog der efter til ca. 3,4 milliarder i 1921. Årsagen hertil var væsentlig, at riget sammen med jernbanerne havde overtaget den på disse hvilende gæld.

## Historie
Navnet Preussen som betegnelse for en stat har i tidens løb været brugt i tre ulige betydninger:
- 1230—1525: de tyske ridderes ordensstat
- 1525—1701: et verdsligt hertugdømme
- fra 1701: et kongerige, der ikke alene omfatter det egentlige Preussen, men det hele hohenzollernske monarki, der 1918 blev en republik.

### Preussen som gejstlig ordensstat
Landstrækningerne langs Østersøens sydkyst mellem Pommern og Livland, de senere preussiske provinser Øst- og Vestpreussen, synes ved vor tidsregnings begyndelse at have været hjemsted, i alt fald delvis, for folkeslag af gotisk herkomst, men i 6. århundrede gav disse stammer plads for et folk, preusserne (pruzzer, latin: borussi), hvis sprog, der endnu i slutningen af 17. århundrede ikke var helt uddødt, sammen med litauisk og lettisk udgør den baltiske sprogklasse, nær beslægtet med slavisk. Preusserne ernærede sig ved agerbrug, kvægavl, fiskeri og en ret livlig handel, idet fremmede købmænd hyppig besøgte deres land, der alt i oldtiden var bekendt for sin rigdom på rav. De var delte i stammer, som på patriarkalsk vis styredes af høvdinger, men ved siden af disse havde præsterne en vigtig politisk betydning og øvede som indehavere af de nationale traditioner en stor magt over folket, der under deres påvirkning ikke alene hårdnakket holdt fast ved sin gamle hedenske tro, men atter og atter optog en lang, fortvivlet kamp for politisk uafhængighed. I slutningen af 10. århundrede trængte de første kristne missionærer ind i Preussen, men mødtes straks med afgjort uvilje af befolkningen, og flere af dem måtte bøde med livet for deres dristighed, således biskop Adalbert af Prag (997). Polske fyrster søgte i løbet af 12. århundrede under blodige kampe at bringe preusserne bort fra hedenskabet, men udrettede intet, og en af dem, fyrst Konrad af Masovien, henvendte sig da til den tyske ridderorden (1226), der gik ind på hans forslag om at erobre og kristne Preussen. Ordenens daværende højmester, Hermann von Salza, modtog på ordenens vegne Preussen af kejser Frederik 2. som et tysk rigslen, og under ledelse af 20 ordensriddere med den tapre Hermann Balk i spidsen begyndte da den langvarige (1230—83) og blodige erobringskrig. Det endte med, at de preussere, der ikke flygtede til Litauen, måtte underkaste sig og lade sig kristne. Under og efter krigen trængte tyskere i mængde ind i landet, fortrængte mere og mere de indfødte, byggede byer og indrettede landkommuner, mens den tyske ridderorden, hvis højmester 1309 flyttede fra Venezia til Marienburg, havde magten i landet. Der fulgte nu en rig blomstringstid for ordenslandene, men efter at Litauen og Polen var blevet forenet 1386, truedes ordenens herredømme dels fra denne nabo, dels fra landets egen adel og stæder, der under trykket af den stærk tiltagende skattebyrde krævede stænderrettigheder. Over for Polen led ordenen 1410 et stort nederlag under slaget ved Tannenberg, og da den til trods herfor stadig stillede sig afvisende over for adel og stæder, gjorde disse til sidst fælles sag med Polen, der efter nye angreb på ordenen tvang denne til at afstå landet omkring Weichsel, Vestpreussen, mod at beholde det øvrige, Østpreussen, som len af Polen (freden i Thorn 1466). Under fortsatte kampe, der gik ud på at få lensforholdet til Polen ophævet, blev Albrecht af Brandenburg-Ansbach ordenens højmester. Efter personlig påvirkning af Martin Luther gik han over til protestantismen, nedlagde sin værdighed som højmester og sluttede i Krakov forlig med Polens konge Sigismund (1525), hvorved Albrecht blev anerkendt som hertug af Preussen mod at aflægge lensed til den polske krone.

### Hertugdømmet Preussen (1525-1618)
Efter at Albrecht 9. maj 1525 havde holdt sit indtog i Königsberg og var blevet hyldet som hertug, indrømmede han omsider adel og stæder stænderrettigheder. De fleste forhenværende ordensriddere giftede sig nu, hertugen selv ægtede en datter af kong Frederik 1. af Danmark, og reformationen, der fik en kraftig støtte i det 1544 i Königsberg stiftede universitet, blev uden synderlig modstand gennemført hele landet over. I øvrigt fyldtes hans og hans søns regeringstid af jævnlige stridigheder af kirkelig og politisk art, under hvilke sidste stænderne atter søgte støtte hos Polens konge. Albrechts søn og efterfølger, Albrecht Frederik (1568—1618) var fra 1577 sindssyg, og Preussen måtte styres af formyndere, af hvilke den sidste, Johan Sigismund, kurfyrste af Brandenburg, var Albrecht Frederik’s svigersøn og arvede Preussen 1618, så at Preussen dermed var forenet med Brandenburg.

### Brandenburg-Preussen (1618-1701)
Under Johan Sigismunds efterfølger Georg Vilhelm (1619—40) blev Preussen på grund af lensforholdet til Polen for en del besat af Gustaf Adolf under hans krig med dette rige, men synderlig større skade end tab af søstædernes toldindtægter, der gik i den svenske krigskasse, led landet dog ikke, lige som det heller ikke plagedes af fjendtlige indfald, mens trediveårskrigen stod på. Med stænderne stod Georg Vilhelm lige som sine forgængere på krigsfod, og det blev ikke bedre efter hans død (1640), da hans søn. Frederik Vilhelm, »den store kurfyrste«, tog styret; thi mens det trods alle vanskeligheder lykkedes denne udmærkede statsmand og feltherre i få år at gøre sig til herre over situationen i sine tyske arvelande, som han udvidede betydelig ved den westfalske fred (1648), stod han i mange år magtesløs over for de preussiske stænder, der stadig fandt støtte hos Polens konge. Under Karl 10. Gustav’s angreb på Polen måtte han 1656 anerkende denne som sin lensherre for Østpreussens vedkommende (indtil overenskomsten i Labiau samme år). Ved overenskomsten i Wehlau 1657, der stadfæstedes ved freden i Oliva 1660, slap endelig Østpreussen for lensafhængigheden af Polen, og nu, da stænderne ikke længere havde noget rygstød i Polen, kunne Frederik Vilhelm uhindret, men kun ved anvendelse af magtmidler, tvinge dem til at føje sig efter hans vilje (1662), og siden den tid var der ikke mere tale om nogen selvstændig optræden fra stændernes side.
Preussen blev nu et led i den store statsorganisme, som det blev Frederik Vilhelms opgave at sætte i stedet for den løst sammenhængende, af forskelligartede dele bestående landmasse, han havde fået i arv fra sine forfædre og forøget med nye erhvervelser. At han gennemførte sine dertil sigtende planer i et sådant omfang, at der derved fremkom et grundlag af den solideste art for den kommende tids statsbygning, har skaftet ham tilnavnet »den store kurfyrste«; det velordnede statsmaskineri, der knyttede vidt spredte landsdele sammen til et hele, den ypperlige embedsstand, fra hvem de administrative traditioner udgik, der skulle blive Preussens styrke og stolthed, den fortrinlige hær, der stod sin prøve i slaget ved Fehrbellin (28. juni 1676), og inden for hvis rammer en kraftig patriotisme snart begyndte at udvikle sig, alt dette blev til på hans initiativ, og side om side med hans utrættelige arbejde for at fremme statens og folkets økonomiske velfærd gik hans kloge, vidt skuende udenrigspolitik, der ikke veg tilbage for en kraftig indgriben i den europæiske politik, når statens interesser syntes at fordre en sådan. Han deltog derfor i den første koalitionskrig mod Frankrig (1672—79), hvorved han vel ikke erhvervede nogen landudvidelse af betydning, kun et stykke af Svensk Pommern (freden i St Germain 29. Juni 1679), men det var fra nu af klart, at hans stat ved siden af kejseren var Tysklands ledende magt.
Hans søn og efterfølger Frederik 3., der 9. maj 1688 overtog arven efter sin fader, var en godmodig, men svag og i høj grad forfængelig fyrste, under hvem Preussens udvikling fortsattes, særlig i begyndelsen, i forgængerens spor. Men noget nyt var Frederiks utæmmelige trang til ydre pragt, i forbindelse med hans virkelige interesse for kunst, lige som også videnskaben fandt en beskytter i ham (Berlins Videnskabernes Akademi og kunstakademi stammer fra hans tid). Pragtlysten fik ham til at stræbe efter kongekronen, og denne stræben blev bestemmende for hans udenrigspolitik. Vel kunne han nemlig i egenskab af suveræn hertug af Preussen gøre sig til konge, men som følge af sin stilling som tysk lensfyrste dog ikke uden kejserens tilladelse. Derfor stillede han i den anden koalitionskrig mod Ludvig 14. (1688—97) et troppekorps til kejserens disposition (hvad der ved freden i Rijswijk ikke indbragte ham den allerringeste fordel), sluttede sig kort før den spanske arvefølgekrigs begyndelse til Østrig og opnåede da, mod løfte om, så længe krigen varede, at lade et preussisk hjælpekorps kæmpe under de kejserlige faner, Kejserens tilladelse til at antage titel af konge af Preussen (16. november 1700). 18. januar 1701 foregik kroningen i Königsberg, og hermed var Hertugdømmet Preussen forvandlet til Kongeriget Preussen. Men skønt kongetitelen kun gjaldt for Preussen alene, blev den straks i den almindelige bevidsthed overført på kongens øvrige lande, så at det preussiske kongedømme fra nu af var ensbetydende med hele det hohenzollernske monarki.

### Kongeriget Preussen (1701-1918)
Frederik 1. (således kaldte Frederik 3. sig efter kroningen) fik på fredskongressen i Utrecht (1713) europæisk anerkendelse af sin kongeværdighed. Ved arv og underhandlinger udvidede han sine lande med en del af det spanske Øvregeldern, Grevskabet Lingen med mere. Men den forøgede anseelse, han ved alt dette opnåede, var dyrekøbt, idet hans nære tilknytning til kejserens krigspolitik hindrede ham i under den store nordiske krig at varetage Preussens interesser ved Østersøen. Dertil kom den ganske urimelige ødslen med statens penge, der behøvedes for at bringe hoffet på højde med stormagternes. Trods disse umiskendelige svagheder ved hans styrelse tiltog dog i hans regeringstid folkemængden, og statsindtægterne blev næsten fordoblede.

#### Frederik Vilhelm 1.
Hans søn og efterfølger, Frederik Vilhelm 1. (1713—40), var en fuldstændig modsætning til faderen, nøjsom og sparsommelig, virksom og handlekraftig, men også sær og brutal. Blottet for krigerisk ærgerrighed satte han sig som mål for sin udenrigspolitik at vedligeholde freden for at give Preussen ro til at samle kræfter. Efter freden i Utrecht (1713) deltog han ganske vist i den store nordiske krig og vandt ved freden i Stockholm (1720) Stettin og Forpommern indtil Peene-Floden; men i resten af sin regeringstid kunne han i fred arbejde på at hjælpe sine lande frem — hans hjælp til kejseren med et korps på 10.000 mand i den polske tronfølgekrig afbrød ikke arbejdet. Først og fremmest måtte der bringes orden i de stærkt svækkede finanser. Derfor blev den pragtfulde og kostbare hofholdning straks afskaffet, og det strengeste sparsommelighedssystem gennemført med urokkelig konsekvens både i kongens hus og i alle statsadministrationens grene. Alle statsindtægter skulle uden nogen afkortning indbetales til en nyoprettet institution, Generaloverfinanskrigs- og domænedirektoriet, og her blev udgiftsposterne i de yderste detaljer så nøjeregnende afvejede i forhold til indtægterne, at staten til enhver tid punktlig kunne præstere sine betalinger, og et overskud hvert år henlægges til et reservefond i rede penge, så at Preussen i krigstilfælde kunne være uafhængigt af fremmede subsidier. Indkomsterne forøgedes dels ved et vidtgående kontrolsystem, navnlig hvad toldvæsenet angik, og ved en mere praktisk og billig administration, dels ved en bedre udnyttelse af domænerne og endelig ved befolkningens tiltagende skatteevne, der var en følge af næringsvejenes forbedrede tilstand. Med megen kraft virkede han for handelens og industriens opkomst efter de merkantilistiske grundsætninger, og også landbruget blev stærkt fremmet, især i Østpreussen, hvortil en mængde fremmede nybyggere indkaldtes for at ophjælpe det af en frygtelig pest 1709—10 hærgede land. Til fremme af videnskab og kunst blev der intet til overs på budgettet, men så meget des mere til hæren. Ved siden af sit arbejde på at bringe balance i statshusholdningen anså nemlig Frederik Vilhelm det for sin hovedopgave at skaffe Preussen en stærk hær for derved at kunne hævde en nogenlunde selvstændig stilling over for nabomagterne. Af statsindtægternes 7 millioner thaler gik de 5 til hæren, men så lykkedes det også kongen at skabe en vel indøvet og fortrinlig disciplineret hær med et ypperligt officerskorps, der blev den første stand i riget. Hæren, der for en del rekrutteredes fra landet selv ved udskrivning, havde ved Frederik Vilhelms død nået en størrelse af over 80.000 mand og var dermed blevet den fjerde største i Europa. Også civiletaternes embedsmænd måtte gennemgå en streng skole i Frederik Vilhelms tid, deres retskaffenhed og ubestikkelighed blev nøje kontrolleret og deres myndighed øget på bekostning af de rester af selvstyre, der endnu fandtes rundt om i provinserne. Preussen fik derved en nøjsom, pligtopfyldende, energisk og patriotisk embedsstand. Denne og hæren blev grundpillerne for 18. århundredes Preussen.

#### Frederik den Store
Under hans søn og efterfølger, Frederik den Store (1740—86), udvidedes Preussen ved de to schlesiske krige i fyrrerne med det meste af Schlesien og ved Polens 1. deling (1772) med næsten hele Vestpreussen, så Preussens landområde under hans regering voksede fra omtrent 120.000 km2 til omtrent 200.000 km2, og befolkningen forøgedes fra 3 1/2 til 5,3 million. Men i tiden mellem landerhvervelserne, fra 1756 til 1763, måtte Preussen udkæmpe den preussiske syvårskrig med 3 europæiske stormagter, Østrig, Rusland og Frankrig, en krig, der vel ikke kostede landafståelser, men som til trods for det europæiske ry, den skaffede feltherren og statsmanden Frederik 2., og den stormagtsstilling, Preussen fra da af kom til at indtage, dog ved sine altomfattende hærgninger satte Preussen så langt tilbage, at der skulle kongens hele ubøjelige vilje og utrættede handlekraft til for at bringe landet på fode igen. På økonomisk område fortsattes i tidligere tiders spor, for handelens og industriens vedkommende efter merkantilismens grundsætninger med beskyttelse, statsstøtte og monopoler, hvad der dog førte til bedre resultater her end de fleste andre steder, for landbrugets vedkommende ved indkaldelse i stor stil af fremmede til de efter krigen mennesketomme egne — befolkningen var gået tilbage med 1/3. Derimod nåede man ikke langt med forbedring af de sociale kår på landet. Kongen fastholdt en skarp adskillelse mellem stænderne som gavnlig for staten. Således fik adelen eneret, men også pligt til at tjene som officerer, hvorved den for den preussiske officerstand særlig udprægede kasteånd skabtes. På åndslivets område var kongen helt den ny tids mand. Der gennemførtes nogenlunde tænke-, tale- og skrivefrihed, undervisningen, især dog den højere, reformeredes i oplysningstidens ånd, retsplejen blev human. En ypperlig gennemført nyordning af forvaltningen kom ikke mindst statsfinanserne til gode; men disses blomstrende tilstand ved kongens død (en krigsskat på 70 millioner thaler var da i behold) beroede nok så meget på toldbeskyttelse og monopoler, der lagde et knugende tryk på befolkningen. Til gennemførelse af hele dette værk krævedes fred, og Preussens udenrigspolitik gik derfor ud på at opretholde denne. Den nære tilslutning til Rusland, Frederik 2. søgte efter syvårskrigen, ophørte således, da Ruslands stærke udvidelseslyst over for Tyrkiet truede med at bringe det i krig med Østrig, hvorved Preussen let ville blive draget med ind i krigerske forviklinger. Der fandt da en tilnærmelse sted mellem Preussen og Østrig, hvad der foranledigede Rusland til at gå ind på det af Frederik 2. fremsatte forslag at skåne Tyrkiet mod som erstatning at annektere en del af Polen, ved hvis første deling (1772) Preussen fik Vestpreussen (undtagen Danzig og Thorn) samt Netze-distriktet, hvorved det lykkedes at bringe Østpreussen i sammenhæng med det øvrige preussiske statslegeme. I øvrigt varede tilnærmelsen til Østrig ikke længe, og under den bayerske arvefølgekrig (1778—79) mødte kejseren den kraftigste modstand fra Preussens side, lige som Frederik 2. ved at stille sig i spidsen for det tyske fyrsteforbund (1785) optrådte som anerkendt fører for oppositionen i Tyskland mod kejserhoffets planer.

#### Frederik Vilhelm 2. og Frederik Vilhelm 3.
Denne politik fortsattes ind i det næste tidsrum, den snes år, der fulgte efter Frederik 2.s død, og som var en afgjort nedgangstid for Preussen. Hertil bidrog ikke blot, at landet beherskedes af svage og vankelmodige konger (Frederik Vilhelm 2. til 1797 og derefter Frederik Vilhelm 3.), men også de uberegnelige og uforudseelige omvæltninger, den franske revolution førte med sig. I den første halve snes år forvikledes stillingen yderligere af det polske spørgsmål. Preussens overleverede modsætningsforhold til Østrig gjorde det naturligt for Preussen at støtte Polen. Men omtrent samtidig knyttedes der dog, med faren fra vest for øje, så nær forbindelse mellem Preussen og Østrig, at da Frankrig april 1792 erklærede Østrig krig, fik dette straks Preussen til forbundsfælle. Derved splittedes Preussens kræfter og interesser, og derved forspildtes chancerne, især over for Frankrig. Nogle sejre, Preussen 1793 og 1794 vandt over franskmændene, fik ingen ret som følge af forholdet til Østrig.
Ved Polens anden deling (1793), hvor Preussen svigtede Polen og ved særaftaler med Rusland erhvervede Danzig og Thorn samt distrikterne Posen og Gnesen, narrede det nemlig Østrig, der intet fik, og forholdet blev derfor så spændt mellem dem, at al samvirken mod Frankrig ophørte, ja 1795 sluttede Preussen endog fred med Frankrig i Basel for ikke at gå glip af sin del af Polen ved dette riges opløsning. Ved Baselfreden mistede Preussen sine små besiddelser vest for Rhinen (en del af Cleve, Geldern og andet) mod løfte om vederlag derfor ved den endelige fred. Ved Polens opløsning erhvervede det landene på Weichsels venstre bred med Warszawa samt et bælte i nordøst indtil Njemen. I det følgende tiår (til efteråret 1806) nåede Preussen for så vidt det mål, Frederik Vilhelm 3. satte sig, som det bevarede neutraliteten: men for at opnå dette måtte det bøje sig så stærkt for Napoleon’s vilje, at det mistede al indflydelse på den europæiske politik. Vel fik det mere end rigelig erstatning for afståelserne på venstre Rhinbred i de rigsstæder og bispedømmers landområder, der tilfaldt det ved Regensburg-beslutningen af 1803; men da koalitionskrigen 1805 brød ind over Tyskland, svajede kongen frem og tilbage mellem Rusland og Frankrig. Efter slaget ved Austerlitz (2. december) følte han sig tvungen til at slutte forbund med Napoleon, der overlod ham de engelske kongers land, Hannover, men kort tid derefter tvang ham til at lukke sine havne for England. De ulemper, denne foranstaltning medførte, den uvilje det vakte, at Napoleon under sommerens fredsforhandlinger egenmægtig tilbød England det til Preussen overladte Hannover, og endelig den harme, der fyldte preusserne såvel som alle andre tyskere, fordi Napoleon lod sine tropper blive stående i Tyskland, bragte omsider det i Preussen længe tilbagetrængte krigsparti overtaget, og da Preussen forlangte, at Napoleon skulle trække sine tropper ud af Tyskland, var det forbi med Preussens 11-årige fredstilstand. Den 14. oktober 1806 stod slaget ved Jena og Auerstädt, hvor Napoleon og marskal Davoust tilføjede den preussiske hær et knusende nederlag. Virkningen heraf var fuldstændig lammende for de preussiske våben. Hæren opløste sig, fæstningerne, selv de stærkeste, overgav sig uden at forsøge noget forsvar, og Napoleon holdt, uden at der blev gjort det ringeste forsøg på at hindre det, sit indtog i Berlin, mens Frederik Vilhelm 3. flygtede til Königsberg, hvorfra han påkaldte Ruslands Hjælp. Men da russerne efter slagene ved Eylau (7. februar 1807) og Friedland (14. juni samme år) begyndte fredsunderhandlinger, var der intet håb mere for Preussen, som ved freden i Tilsit (9. juli) måtte bøje sig for sejrherrens vilje og afstå omtrent halvdelen af sit territorium, nemlig alle de ved Polens anden og tredje deling erhvervede provinser samt alle sine besiddelser vest for Elben (i alt 156.000 km2 med ca. 5 mio. indbyggere). Desuden skulle der udredes overordentlig store summer i krigskontributioner. At et preussisk monarki overhovedet vedblev at bestå, var en nådessag af Napoleon, og mange mente, at dets fuldstændige opløsning kun var et tidsspørgsmål. Regeringskredsene var rådvilde og modløse, mens den langt overvejende del af folket forholdt sig som passiv tilskuer, idet det, vant som det var fra gammel tid til at modtage alt fra oven, savnede medborgerlig ansvarsfølelse. Men ulykken og ydmygelsen vakte nationen til bevidsthed om den truende fare, fædrelandets nød satte patriotismen i bevægelse og kaldte en sådan begejstring for kampen for den nationale uafhængighed til live, at de betydelige mænd, der nu fremtrådte, trøstig kunde tage fat på det store reorganisationsarbejde, der tiltrængtes i det indre, hvor alt siden Frederik 2.s død havde stået i Stampe. Vel var den under Frederik Vilhelm 2. genindførte censur og trostvang atter fjernet af sønnen; vel var faderens for staten så fordærvelige ødselhed standset under sønnen, men ingen som helst fremgang havde fundet sted, og evneløse kabinetsregeringer havde ingen forestilling haft om den ny tids krav, lige som hæren alene levede på sit ry fra Frederik 2.s Dage og ikke havde formået at følge med tiden. Kun ved et ihærdigt arbejde var der nu håb for landet om engang at vinde tilbage, hvad det ved egen skyld havde tabt.
Påvirket af dronningen (Louise af Preussen gav kongen efter for bevægelsen og omgav sig med ny ministre, blandt hvilke friherre von Stein var den ledende ånd. I efteråret 1807 satte han det store oprejsningsarbejde i gang, hvis mål var fri adgang til erhverv uden hensyn til stand og medvirkning af dele af folket ved forvaltning og styrelse. Således blev bøndernes arvelige afhængighedsforhold af herremanden ophævet og deres stilling på andre områder noget forbedret. Stæderne fik kommunalt selvstyre, og lavstvangen indskrænkedes, mens civiladministrationen omordnedes, og en militær kommission omorganiserede fuldstændig hæren, hvis grundlag blev værnepligt og ikke som hidtil hvervning. Napoleon tvang vel Frederik Vilhelm 3. til at afskedige von Stein (november 1808), og en konservativ regering kom i stedet, men da Hardenberg 1810 blev udnævnt til regeringschef med titel af statskansler, fortsattes reformarbejdet i von Steins ånd. Jøderne fik borgerlige rettigheder, og man satte alt ind på, skønt man ifølge Napoleons påbud ikke måtte holde mere end 40.000 mand på benene, at indøve en så stor troppestyrke som muligt. I samme retning virkede på de nationalt vågne dele af befolkningen også taler og skrifter af ledende mænd på åndslivets område, og endelig bragte fremmedherredømmets stadig voksende økonomiske tryk også masserne med i bevægelsen. Preussen, der 1809 ikke havde sluttet sig til Østrig og 1812 havde måttet sende et hærkorps mod Rusland, var derfor fuldt færdig til 1813 at give signalet til den tyske uafhængighedskrig mod Napoleon, dets hær gik sammen med de andre koalitionsmagters over Rhinen og havde i slaget ved Waterloo (18. juni 1815) hovedandelen i Napoleons endelige nederlag. Wienerkongressen gav ikke Preussen fuld erstatning for, hvad det havde tabt 1807, idet det måtte afstå de ved Polens opløsning (1795) erhvervede provinser til Rusland, Ansbach og Bayreuth til Bayern og Østfriesland, Hildesheim og Goslar til Hannover, mens det til gengæld fik det halve af kongeriget Sachsen, Svensk Forpommern (mod afståelsen af Lauenburg til Danmark), en afrunding af Westfalens grænser og en betydelig udvidelse af landene vest for Rhinen, navnlig store stykker af de gamle ærkestifter Köln og Trier; i alt mistede det 37.000 km2. Indbyggerantallet der imod blev ikke formindsket (ca. 10 mio.).
I de nærmest påfølgende år gennemførtes en række betydningsfulde reformer: staten fik en hel ny administrativ inddeling, finanserne bragtes i god orden, handel og industri nød godt af regeringens ret liberale toldpolitik (de indenrigske toldgrænser ophævedes og et toldforbund med andre tyske stater oprettedes), den i 1814 indførte almindelige værnepligt hævede i høj grad hærens anseelse og dygtighed, og det højere og lavere skolevæsen sattes i en for hin tid mønsterværdig stand, navnlig efter skolepligtens indførelse (1819). Når befolkningen trods alt dette ikke følte sig tilfreds, men tværtimod år for år gav sin misstemning stærkere og stærkere udtryk, lå grunden hertil i regeringens politiske holdning, idet det Stein-Hardenberg'ske frisind, der havde præget den preussiske politik 1808—15, var veget for en reaktionær strømning, der havde fået magten over kongen og ført ham langt bort fra de liberale ideer, han endnu 1815 havde billiget. Dette forandrede standpunkt førte til, at Preussen i den hellige alliances ånd, hvad udenrigspolitikken angik, trolig fulgte i Østrigs og Ruslands spor og på kongresserne i Aachen, Troppau, Laibach og Verona deltog i forhandlingerne om undertrykkelsen af folkenes frihedskrav, politi og censur kuede enhver fri rørelse, og efter Wartburg-festen 1817 og Kotzebues mord (1819) tiltog regeringens forfølgelser af »demagogerne«, der måtte bøde for deres frihedskærlighed med hårde fængselsstraffe. Det løfte, kongen 1815 havde givet om en fri forfatnings indførelse, blev ikke opfyldt. Preussen måtte i steder herfor nøjes med rådgivende provinsialstænder (1823). Hvad der end ydermere forøgede befolkningens misfornøjelse, var regeringens kirkepolitik. Kongen havde nemlig ved reformationens trehundredaarsfest 1817 påbudt en union mellem den lutherske og den reformerte kirke i Preussen, og da denne sammensmeltning mødte modstand fra de strenge lutheraneres Side, blev der anvendt tvang, hvad der foranledigede dannelsen af gammellutheranske menigheder, som måtte udstå hårde forfølgelser fra statens side. Også de katolske ærkebiskopper af Köln og Posen, der kun under visse betingelser ville tillade blandede ægteskaber, blev fjernede fra deres embeder (1837 og 1838), hvor efter de blev straffede med fæstningsarrest. Det politiske og kirkelige tvangssystem, Frederik Vilhelm 3. således satte i scene, bevirkede naturligvis, at man, hvor meget man end agtede ham som privatmand, følte hans død (7. juni 1840) som en lettelse, idet hans søn og efterfølger, Frederik Vilhelm 4., antoges at være en ven af de nationale enhedsbestræbelser og at hylde friere anskuelser.

#### Frederik Vilhelm 4.
Frederik Wilhelm 4. var højt kultiveret og med åben sans for åndsrørelser, og han standsede forfølgelserne mod gammellutheranerne og løslod de to fængslede ærkebiskopper, gav almindelig politisk amnesti, lettede til en begyndelse censuren, og med sin uvilje mod den myndige embedsmandsstand var han villig til at indrømme kommunale myndigheder, borgerlige korporationer, litteratur og erhvervsliv større uafhængighed af statsadministrationen end hidtil. Men det varede ikke længe, for han, »romantikeren på tronen« som han er blevet kaldt, viste, at han foretrak middelalderens patriarkalske fyrstevælde frem for moderne statsformer, ved at undertrykke enhver frihedsytring lige så brutalt som forgængeren. Over for liberalismens krav om en tysk enhedsstat holdt han på, at kejserdømmet skulle genoprettes, men uden noget folkevalgt parlament, de tyske fyrster skulle være vasaller af kejseren, chefen for det habsburg-lothringske Pius, så at den preussiske konge kun kom til at indtage den anden plads i riget. Da han endelig så sig nødsaget til at indhente stændernes garanti for statslån, indkaldte han april 1847 en af samtlige provinsialstænders medlemmer bestående landdag og tilføjede et af prinser og højadelige herrer bestående Pairskammer. Oppositionen i landdagen blev meget stærk, da dens krav om en konstitutionel forfatning ganske afvistes, ikke blot ved kongens udæskende ord om, at han aldrig ville tillade, at »et beskrevet Blad trængte sig ind mellem Vor Herre og Gud og dette Land for at regere os med sine Paragraffer«, men også ved hans urokkelige vægring ved at anerkende landdagen som et fast led i forfatningen. Kun kort tid fik landdagen lov til at forblive samlet, hvor efter bevægelsen voksede og ved efterretningen om februarrevolutionen i Paris tog så stærk fart, at kongen ved en proklamation af 18. marts 1848 fandt sig foranlediget til at indkalde landdagen på ny og give løfte om vigtige liberale reformer, lige som han ville anerkende en tysk parlamentarisk rigsforfatning. Store folkemasser strømmede til slottet for at takke kongen, men her kom det ved en misforståelse til en blodig kamp mellem tropperne og folket, der til sidst, da kongen lod militæret rømme byen, blev herre over situationen, og Frederik Vilhelm måtte da give efter; en konstituerende nationalforsamling skulle træde sammen i Berlin, og kongen måtte love at hjælpe slesvig-holstenerne mod Danmark, lige som han proklamerede sig selv som leder af den nationale enhedsbevægelse.
Den grundlovgivende nationalforsamling trådte sammen i Berlin 22. maj 1848, men spildte, efter at have forkastet regeringens forfatningsforslag, tiden med upraktiske forhandlinger, hvad der gav anledning til flere ministerskifter, mens det radikale parti skruede sine fordringer højere og højere i vejret, og pøbeloptøjer hørte til dagens orden. Endelig tog kongen mod til sig og stillede 8. november samme år grev Brandenburg i spidsen for et nyt ministerium, der med magt forlagde nationalforsamlingen til byen Brandenburg, og da en stor del medlemmer ved ikke at møde bevirkede, at forsamlingen blev beslutningsudygtig, blev denne opløst og en forfatning oktroieret (5. december samme år), dog således, at den skulle revideres af den følgende landdag. Denne trådte sammen 26. februar 1849, men da dens andet kammer på trods af kongens afvisning anerkendte den tyske rigsforfatning, blev kammeret opløst (27. april) og en ny valglov oktroieret (30. maj). De ny valg faldt ud til det konservative partis fordel, hvorfor forfatningen blev revideret i afgjort antiliberal ånd og endelig vedtaget 31. januar 1850 (1854 blev 1. kammer omdannet til et aristokratisk herrehus). Indad til var der således bragt rolige tilstande til veje, men udad til var Preussens stilling stærkt truet ved det spændte forhold til Østrig: blandt andet af hensyn til denne magt afslog Frederik Vilhelm 4. den ham tilbudte tyske kejserkrone (3. april 1849) og nægtede at anerkende rigsforfatningen, men søgte der efter at danne et snævrere forbund med Sachsen, Hannover og flere nordtyske stater, hvad dog måtte opgives, da Sachsen og Hannover trak sig tilbage under påvirkning af Østrig, der sammen med mellemstaterne forlangte det tyske forbunds genoprettelse, hvad Preussen modsatte sig, og da det tillige nægtede sit samtykke til en eksekution i Kurhessen og Holsten for at skaffe ro i disse lande, så det i efteråret 1850 ud til, at det skulle komme til krig mellem de to tyske stormagter. Men da en sådan krig let ville fremme den liberale bevægelse i Preussen, og da det viste sig, at den preussiske hær næppe ville være i stand til at optage kampen med Østrig, måtte Preussen på konferencen i Ollmütz (29. november 1850) give efter for alle Østrigs fordringer og gå ind på forbundsdagens genoprettelse. Dette ydmygende nederlag svækkede i høj grad Preussens anseelse både i og uden for Tyskland. Dog lykkedes det efter langvarige underhandlinger og længere tids modstand fra Østrigs side Preussen at forny toldforbundet, der nu omfattede næsten alle tyske stater, undtagen Østrig (1854), og af Oldenburg købte Preussen et distrikt ved Jahde-bugten (1853), hvor en flådestation skulle anlægges (Wilhelmshaven). Efter freden med Danmark (2. juli 1850), hvorved Preussen foreløbig opgav slesvig-holstenernes sag, og Ollmütz-konferencen indtrådte der i Preussen en stærk reaktionsperiode, hvor den af regeringen ganske afhængige landdag gik med fx til indskrænkning af landkommunernes frihed og til delvis indførelse af lavstvang, og som varede ved, indtil Frederik Vilhelm 4.s ældste broder, prins Vilhelm af Preussen (Vilhelm 1.) på grund af kongens uhelbredelige sygdom havde overtaget regeringen som prinsregent (oktober 1858), thi hermed begyndte virkelig, hvad prinsregenten udtalte håbet om, en ny æra i Preussens Historie.

#### Wilhelm 1.
Prinsen omgav sig med ny ministre og erklærede som sit mål at udvikle forfatningen ved en moderat konservativ politik, hvad også snart mærkedes på regeringens ret liberale lovforslag, fx forslaget om at ophæve de adelige godsers skattefrihed (loven gennemførtes dog først 1862), lige som regeringen opgav valgtryk og andre politiske tvangsforholdsregler; udad til skulle Preussen indskrænke sig til at gøre »moralske« erobringer i Tyskland. Forholdet til Østrig opfordrede nemlig til forsigtighed; thi selv da Preussen under den fransk-italiensk-østrigske krig i sommeren 1859 mobiliserede 3 hærkorpser, der tillige med en tysk forbundshær kommanderedes af prinsregenten i egen person, for dermed at yde Østrig en virksom støtte, hvis Frankrig-Sardinien skulle tilbagevise den tilbudte mægling, foretrak kejser Frants Josef en hurtig afslutning af krigen ved våbenstilstanden i Villafranca (11. juli 1859) frem for den mulighed, at Preussen ved sin indblanding skulle vinde forøget indflydelse i Tyskland. Preussens optræden ved denne lejlighed tillige med systemskiftet indad til gjorde imidlertid sin virkning, idet der dannedes en tysk nationalforening, der vandt betydelig tilslutning rundt omkring i Tyskland, og hvis formål var en omdannelse af det tyske forbund, der skulle stå under Preussens ledelse, mens Østrig udelukkedes. Den preussiske regering stillede sig velvillig over for denne plan, da Østrigs anseelse var svækket efter nederlaget i Norditalien, men betonede, at en tidssvarende omordning af forbundshæren var nødvendig. Preussen viste vejen i denne retning ved de militære lovforslag, som krigsministeren v. Roon forelagde i landdagen, hvorved den preussiske hær ville blive betydelig forøget og sat i stand til at mobilisere med kort varsel. Landdagen, hvor de liberale partier havde vundet stærk fremgang, gik ikke ind på det af regeringen 1860 forelagte hærlovsforslag, men bevilgede for eet år en større sum til hæren. Regeringen brugte imidlertid disse penge til at gennemføre hærens organiske omdannelse og mente, at landdagen så blev nødt til i fremtiden at bevilge det dertil nødvendige. Imidlertid døde Frederik Vilhelm 4. den 2. januar 1860, og prinsregenten besteg tronen som Wilhelm 1.
Den nye konge søgte at vinde stemningen ved en almindelig amnesti og gennemførelsen af en skattereform i liberal ånd, lige som han gjorde regning på det nationale partis tilslutning ved sine udtalelser om nødvendigheden af en omdannelse af det tyske forbund; en praktisk begyndelse hertil gjorde Preussen ved at slutte militærkonventioner med flere tyske småstater, hvad landdagen billigede, idet den samtidig fremhævede ønskeligheden af et snævrere forbunds oprettelse under Preussens førerskab og med rigsforfatningen af 1849 som grundlov. Til hæren gav den endnu en gang den større bevilling for eet år; men efter, at valgene til andet kammer 1862 viste betydelig tilbagegang for de konservative, vedtog kammeret finansloven uden hærreformudgiften, der af regeringen var opført som ordinær udgiftspost. Imidlertid kunne den omdannede hær ikke bringes på den gamle fod igen, og under disse uholdbare tilstande tænkte kongen et øjeblik på at nedlægge kronen, men da han september 1862 havde tilkaldt Bismarck, der overtog stillingen som førsteminister, fik denne 1. kammer til at vedtage finansloven i den oprindelige af regeringen forelagte form, og da det ikke lykkedes Bismarck at komme til forlig med 2. kammer, var forfatningskonflikten indtrådt, idet Bismarck erklærede, at han under de foreliggende omstændigheder måtte føre statshusholdningen med et budget, der ikke var vedtaget af landdagen. Hverken den umådelige harme, dette forfatningsbrud vakte i Preussens, ja i alle Tysklands borgerlige kredse, eller stiftelsen (1863) af det tyske arbejderparti under socialisten Lassalles ledelse fik Bismarck til at vakle; indad til mødte han bourgeoisiets vredestilkendegivelse med hård fremfærd mod embedsmænd og med stærk indskrænkning af pressefriheden, mens han tænkte sig at kunne få brug for arbejderpartiet mod dette bourgeoisi. Udad til sikrede han sine planer foruden ved hærreformens fulde gennemførelse ved at vinde Ruslands venskab, idet han under den polske opstand spærrede grænsen for polske flygtninge. Østrig, der ville benytte folkets uvilje mod det forfatningskrænkende preusserregimente til at styrke sin stilling i Tyskland, sammenkaldte fyrsterne til et møde i Frankfurt, men da kong Vilhelm udeblev, og mellem- og småstaterne ikke ville give sig helt i Østrigs vold, udrettedes intet andet, end at også Østrig stødtes bort fra dem og derved nærmede sig Preussen, som således fik Østrig med til sit angreb på Danmark, uden hensyn til forbundsdagen.
Da kongen af Danmark ved freden havde afstået sine rettigheder over hertugdømmerne til Preussen og Østrig i forening, og efter at preussiske kronjurister havde fastslået, at kun den danske konge havde haft ret til disse lande (hvorved augustenborgernes arvekrav skubbedes til side), bragte fordelingen af hertugdømmerne mellem de to tyske stormagter nyt tønder til den standende strid mellem disse. En foreløbig overenskomst i Gastein om landsdelenes forvaltning mindskede ikke modsætningsforholdet, der i sommeren 1866 tilspidsedes således, at Østrig som svar på Preussens besættelse af Holsten fik vedtaget forbundseksekution mod Preussen med tilslutning af de allerfleste tyske mellemstater. Preussen erklærede (14. juni), at det betragtede denne beslutning som en krigserklæring, hvad der skulle føre til den preussisk-østrigske krig. Da Hannover, Kurhessen og Sachsen nægtede at holde sig neutrale under den forestående krig, rykkede preussiske tropper ind i disse lande (16. juni). Den sachsiske hær undkom til Böhmen, men den hannoveranske måtte under forsøget på at slå sig igennem overgive sig ved Langensalza (28. juni). Imidlertid havde allerede 3 preussiske hære under kronprinsen, prins Friedrich Karl og Herwarth v. Bittenfeld overskredet Böhmens grænse og tilkæmpet sig en række sejre over østrigerne. 1. juli forenede de 3 hære sig, og 3. juli stod det afgørende hovedslag ved Königgrätz (Sadowa), hvor østrigerne under Benedek led et, som det viste sig, uopretteligt nederlag. Samtidig hermed hindrede en preussisk hær under Vogel v. Falkenstein de vest- og sydtyske stater i at komme Østrig til hjælp og tvang dem til en våbenstilstand (2. august). Allerede 26. juli havde Østrig, der også var blevet angrebet syd fra af Preussens forbundsfælle, Italien, som imidlertid blev slemt medtaget både til lands og til vands, måttet bekvemme sig til en våbenstilstand og præliminærfred i Nikolsburg, der stadfæstedes ved den endelige fred i Prag (23. august). En uges tid senere sluttede også de tyske stater fred. Østrig trådte ud af forbundet, opgav sin medejendomsret til Slesvig og Holsten (Lauenburg havde Preussen købt ved Gastein-overenskomsten), der tillige med Hannover, Kurhessen, Nassau, Frankfurt a. M. og nogle småstykker af Bayern og Hessen-Darmstadt indlemmedes i Preussen, som derved voksede med ca. 70.000 km2 med 4 1/2 mio. indbyggere. Af hensyn til Frankrigs holdning gav Preussen, meget mod kong Vilhelm’s ønske, afkald på videre anneksioner og beroligede Napoleon 3. med forsikringen om, at det ny forbund under Preussens ledelse ikke skulle omfatte Bayern, Württemberg og Baden (der dog ved hemmelige militærkonventioner knyttedes til Preussen).

#### Preussen i Det nordtyske Forbund
Efter stiftelsen af det nordtyske forbund falder Preussens historie i alt væsentligt sammen med Tysklands. Hvad Preussens indre forhold efter 1866 angik, var samarbejdet mellem regering og landdag frit for konstitutionelle konflikter, efter at andet kammer med de store resultater for øje, den ny hærordning havde bragt Preussen af krigen mod Østrig, havde bøjet sig og vedtaget de ikke bevilgede udgiftsposter som efterbevilling, mens regeringen på sin side erkendte, at dens optræden i konfliktårene (1862—66) ikke havde været regelmæssig, hvor efter en almindelig amnesti dannede afslutningen på den langvarige strid. Fra nu af støttede Bismarck sig dels til de konservative, dels til de nationalliberale, ja, fra 1872 til disse sidste og de mere yderliggående venstrepartier, mens de konservative — under påvirkning af rigspolitikken — først blev enerådende i statsministeriet 1879 og dermed var blevet Bismarcks faste støtte med vekslende tilslutning fra de nationalliberale og centrum. Af indgribende reformer kan nævnes forbedringer og betydelige udvidelser på undervisningsvæsenets område, 1874 og følgende år en synodalforfatning for den evangeliske kirke i Preussen, fra 1873 en ny liberal kreds- og provinsordning, oprettelsen af forvaltningsretter og samfærdselsmidlernes kraftige udvikling. Desuden virkede det for hele Tyskland fælles lovgivningsarbejde på rigsdagen tilbage på Preussen, der blev fri for forældede levninger fra feudaltiden. Det katolske centrumsparti, som blev betydelig forstærket ved valgene i november 1870, blev regeringens heftige modstander, efter at Bismarck 1871 havde begyndt den såkaldte kulturkamp, idet han over for den ultramontane katolske gejstlighed i Preussens katolske provinser ville hævde statens overhøjhed over de kirkelige myndigheder. Præsterne mistede tilsynet med skolerne, der stilledes under verdslige inspektører, de gejstlige ordener måtte ikke give sig af med undervisning, ved de såkaldte majlove (1873) indskrænkedes biskoppernes myndighed, og præsternes uddannelse og ansættelse skulle ske under statskontrol; borgerligt ægteskab indførtes, menighederne fik i visse tilfælde ret til at vælge præster, og valgte menighedsråd skulle styre kirkegodset. De genstridige biskopper og præster suspenderedes fra deres embeder. Men efter 1875, da centrum styrkedes ved valgene lige som det konservative parti, og da Bismarck blandt andet af hensyn til sin økonomiske rigspolitik ønskede disse partiers hjælp, fandt en forsoning med centrum sted, og fra 1882 blev kirkelovene hævede een for een og de afsatte biskopper og præster genindsatte i deres embeder. Kulturkampen var afsluttet, da kejser Vilhelm 1. døde (8. marts 1888).

#### Frederik 3. og Vilhelm 2.
Hans søn og efterfølger, Frederik 3., af hvem man ventede en ny, udpræget liberal æra, var uhelbredelig syg, da han overtog regeringen, og døde allerede 15. juni samme år, hvorpå hans søn, den indtil 1918 regerende kejser Vilhelm 2., besteg tronen. Den unge kejsers stærkt fremtrædende tilbøjelighed for personligt regimente førte 1890 (20. marts) til Bismarcks udtræden af regeringen, hvor efter general Caprivi som rigskansler tillige overtog posten som preussisk ministerpræsident, hvilke to stillinger, på en kort afbrydelse nær, var forenede til 1918. Både Caprivi og hans efterfølgere, fyrst Hohenlohe og grev Bernhard von Bülow , havde ondt ved at hævde deres selvstændighed over for Vilhelm 2., hvis impulsive natur ofte forvoldte dem store vanskeligheder og foranledigede forandringer i det preussiske ministeriums sammensætning. Regeringen kunne uden synderlig vanskelighed gennemføre de fleste af sine lovforslag i landdagen, skønt agrarpartiet ofte stod den hårdt imod, særlig under halvfemsernes traktatpolitik, der viste forkærlighed for industrien. Blandt de vigtigste lovarbejder må fremhæves skolelove og — under finansminister Miquels ledelse — indførelse af formue- og progressiv indkomstskat. Særlig omtale kræver nogle af de i Bismarcks tid i staten indlemmede lande. I Hannover ville den afsatte konge, Georg 5., ikke opgive sine krav på kongetronen. Der dannedes et welfisk parti med gennemførelsen af dette krav som mål, men kong Georgs privatformue, Welfer-fonden, blev beslaglagt og dens renter forholdt ham. Efter hans død fortsatte hans søn, Ernst August, hans afvisende politik, så at han ikke engang kom i besiddelse af Brunsvigs hertugkrone, da han 1884 arvede den. Først en hohenzollernsk, derpå en mecklenburgsk prins overtog regentskabet i Brunsvig, indtil en udsoning fandt sted, da hertugens søn i 1913 ægtede kejser Vilhelms datter. En delvis forsoning var allerede indtrådt 1892, da Welfer-fondets renter tilbagebetaltes hertugen.
I de polske provinser og Nordslesvig førte Preussen en politik, der gik ud på at fortyske de til andre nationaliteter hørende befolkninger. Hovedmidler var undertrykkelse af sprogene og opkøb af jorden. Fra 1887 i Polen og 1889 i Nordslesvig blev undervisningssproget i folkeskolerne tysk. Fra 1886—1908 bevilgede landdagen 350 mio. mark til opkøb af polsk jord, der skulle overdrages tyske bønder og arbejdere. 1908 vedtoges, foruden en bevilling på endnu 200 mio., en ekspropriationslov, der tillod ekspropriation af polsk jord i nævnte hensigt. I Nordslesvig, hvor der navnlig af overpræsident Köller var anvendt en meget hårdhændet fremgangsmåde, forsøgtes fra 1912 også jordopkøb med statsstøtte, men begge steder førte det kun til en fast organiseret modstand, så resultaterne blev yderst små.
Efterhånden, som modstanden mod de styrende i riget under 1. verdenskrig blev større og større, voksede i Preussen kravet om de længe tiltrængte ændringer i valgmåden til landdagens 2. kammer. Allerede i 1910 var et forslag herom forelagt; men da det beholdt treklassesystemet, blev det ikke vedtaget. I sommeren 1915 stillede kammerets socialdemokratiske gruppe et andragende om en valgreform, som regeringen gav løfte om at søge gennemført — efter krigen. Men til den »nyorientering«, kejseren lovede i sit påskebudskab april 1917, hørte også en hurtig gennemførelse af Preussens valgreform, og da rigskansler Bethmann Hollweg gik af i juli samme år, fjernedes også de preussiske ministre, der var modstandere af reformen. Der efter blev et forslag, der tillige indeholdt en ændring af 1. kammers sammensætning, forelagt og vedtaget i 2. kammer; men 1. kammer modsatte sig det, lige til revolutionen brød ud november 1918.

### Fristaten Preussen (1918-1947)
Efter det tyske nederlag i 1. verdenskrig og den påfølgende novemberrevolution, hvor Wilhelm 2. abdicerede som kejser af Det tyske rige og konge af Preussen, blev kongeriget Preussen afskaffet den 9. november 1918. I stedet erklæredes Preussen for en republik, Fristaten Preussen.
Under krigen havde der fra de øvrige tyske staters side vist sig lydelige spor af uvilje mod Preussens overlegne stilling i riget, og denne svækkedes kendeligt, da alle landafståelserne ved Versailles-freden i 1919 — undtagen Alsace-Lorraine — hørte til preussisk statsområde, som derved faldt fra omtrent 350.000 km2 til omtrent 295.000 km2. Indbyggerantallet gik ned fra 40 mio. i 1910 til 37 1/2 mio. i 1920. Inden for staten selv bevirkede jævnligt særbevægelser i Rhin-egnene trusler om yderligere nedgang.
I januar 1919 valgtes en konstituerende forsamling, der trådte sammen i marts. Flertalssocialisterne havde fået 142 (af 401) mandater. Der dannedes et ministerium med socialdemokratisk flertal, og Preussens nye demokratiske parlamentariske forfatning blev vedtaget. Ved de første landdagsvalg (februar 1920) under den nye forfatning opnåede flertalssocialisterne kun 114 (af 428) mandater. Det nye ministerium fik 3 socialister (af 8 medlemmer). Ved valgene 7. december 1924 foregik atter en forskydning til højre, men regeringsgrupperne beholdt dog et flertal på 267 (af 450).
Preussens demokratiske institutioner blev sat ud af spil under det såkaldte Preußenschlag den 20. juli 1932, da Rigspræsident Paul von Hindenburg udstedte et krisedekret, hvor han ved at påberåbe sig artikel 48 i Weimarforfatningen opløste den preussiske regering. Med Adolf Hitlers magtovertagelse mistede fristaten sin selvstændige rolle og blev en del af den tyske rigspolitik. Selv om fristaten de facto ophørte med at eksistere under nationalsocialismen og det tredje rige, fandtes der i perioden 11. april 1933 - 23. april 1945 formelt set en preussisk regering med Hermann Göring som ministerpræsident.
Efter 2. verdenskrig forsøgte den afsatte ministerpræsident Otto Braun forgæves at overtale USA til at støtte en geninnsættelse af den legale preussiske regering. De allierede var ikke interesserede, og ved Kontrollratsgesetz Nr. 46 af 25. februar 1947 blev Fristaten Preussen og alle dens provinser besluttet opløste. Den 31. marts 1947 ophørte staten med at eksistere de jure. Den vestlige del havnede dels i Vesttyskland, dels i DDR, den østlige del i Polen og Litauen, og enklaven Königsberg blev til det sovjetiske Kaliningrad.